# St. Walburg
St. Walburg es un pueblo canadiense situado en la provincia de Saskatchewan.

## Superficie
St. Walburg tiene una superficie de 2,02 km².

## Demografía
En 2021, tenía 591 habitantes, una densidad poblacional de 292,8 hab./km², y 331 viviendas.